# کریس کلاف
کریس کلاف (انگلیسی: Chris Clough؛ زادهٔ ۹ مارس ۱۹۵۱) کارگردان تلویزیونی، کارگردان فیلم و تهیه‌کننده تلویزیونی اهل بریتانیا است.
از فیلم‌ها یا مجموعه‌های تلویزیونی که وی در آن‌ها نقش داشته‌است، می‌توان به اسکینز، ازدست‌رفته، دکتر هو و ایست‌اندرز اشاره نمود.